# 란콰이퐁

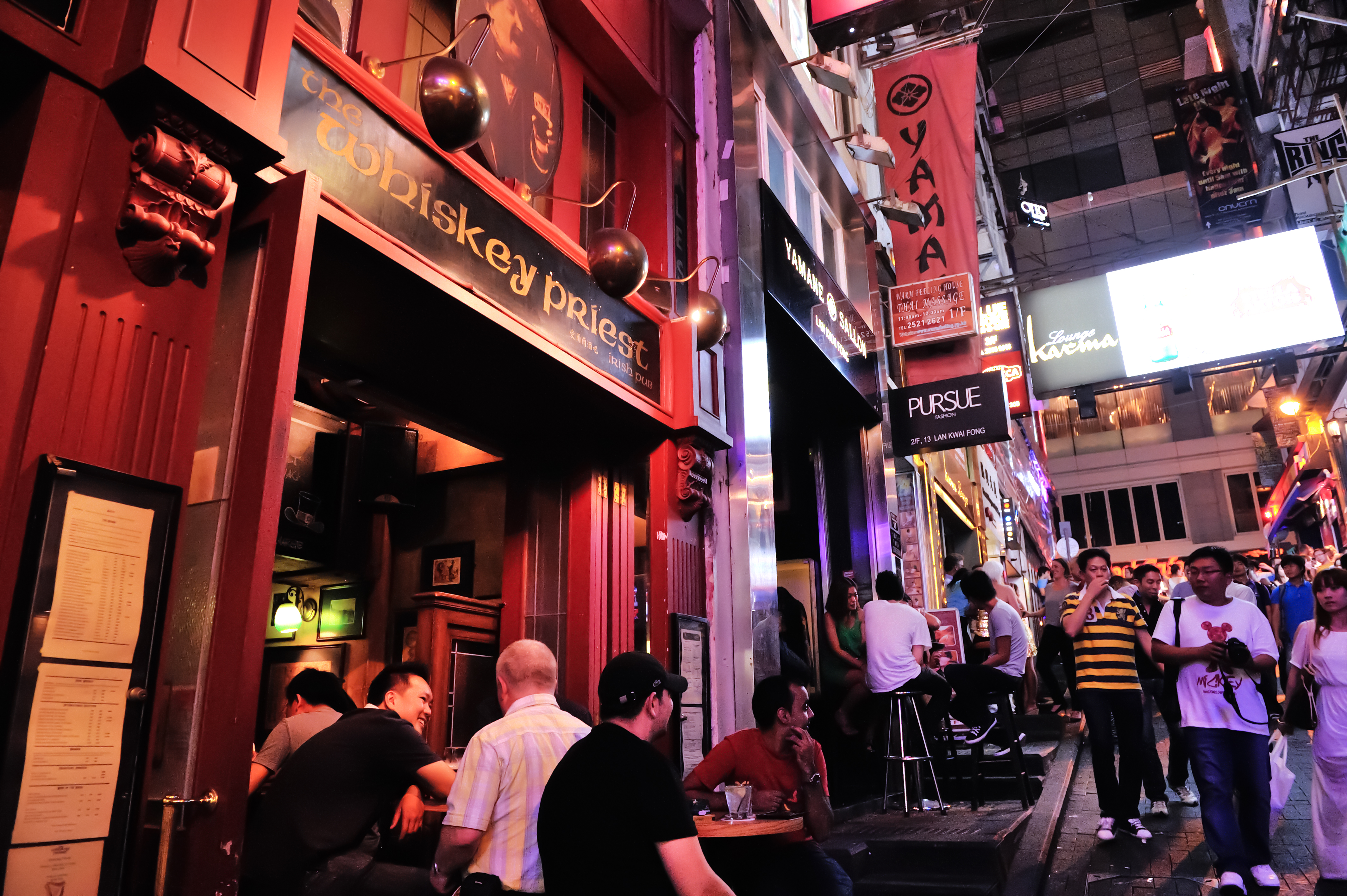

란콰이퐁(Lan Kwai Fong, 약칭 LKF)은 홍콩 중서부의 지명이다. 1980년대 중반에 인기를 누렸다. 서울의 이태원처럼 홍콩에서 거주하는 외국인들이 즐기는 클럽과 식당이 많고 카페와 가라오케도 있다. 거리는 L자 모양인데 양 끝이 D'Aguilar 거리 와 합류한다.
110m(360피트)의 거리로 차량 제한속도는 50km/h이다. 주말 야간에는 차없는 거리를 운영하기도 한다. 성탄절부터 연말연시에 특히 붐빈다.

## 역사
지명 유래는 19세기 서양인이 모여 살며 백인을 칭하는 광동어에서 유래되었다는 설과 홍콩 발전에 따라 광동의 마을 이름에서 유래되었다는 설이 있다.
1978년부터 1986년까지 운영된 Disco Disco라는 디스코클럽으로 인해 세계적으로 알려졌다.
1983년 몬트리올 출신 경영인 알란제만(Allan Zeman)은 캘리포니아라는 레스토랑을 개업하여 란콰이퐁의 아버지라는 별명을 얻었다.
1993년 1월 1일 인파로 인한 참사가 있었다.(사망 21명, 부상 62명)
2011년부터 2015년 사이 거리의 모습이 대폭 바뀌었다.
TV 드라마, 홍콩 영화 등의 배경이 되기도 하며, 관련 유행가도 있다.